# Chez les beaux-parents
Pour plus de détails, voir Fiche technique et Distribution.
Chez les beaux-parents ou La Québécoise en France (French Girl) est un film québécois réalisé et scénarisé par James A. Woods (en) et Nicolas Wright, deux acteurs montréalais établis à Hollywood. Le film, sorti en 2024, met en vedette Zach Braff et Evelyne Brochu.

## Synopsis
Gordon, professeur d'anglais, mène une vie heureuse avec Sophie à Brooklyn dans la ville de New York. Lorsque cette dernière se voit offrir la chance de devenir cheffe cuisinière au Château Frontenac à Québec après un stage dans les cuisines de l'hôtel, Gordon accepte de l'accompagner dans la ville natale de celle-ci. Sur place, il rencontre la famille de Sophie, et Ruby, la responsable du stage, dont il découvre qu'elle est l'ancienne amoureuse de Sophie.  

## Fiche technique
Source : IMDb et Films du Québec
- Titre original : French Girl
- Titre québécois : Chez les beaux-parents
- Titre alternatif : La Québécoise
- Réalisation et scénario : James A. Woods (en) et Nicolas Wright
- Musique : Scott Price
- Direction artistique : Jean-André Carriere
- Costumes : Mariane Carter
- Maquillage : Lindsay Thomas
- Photographie : Jean-François Lord (en)
- Son : Pierre-Jules Audet, Hans Laitres
- Montage : Yvann Thibaudeau
- Production : André Rouleau et Valérie d'Auteuil
- Sociétés de production : Caramel Films
- Sociétés de distribution : Entract Films (Québec), Elevation Pictures (en) (Canada), Republic Pictures (États-Unis)
- Budget : 10 à 15 millions $ CA
- Pays de production :  Canada
- Tournage : à Québec (dont au Château Frontenac) et Montréal[2]
- Langue originale : Anglais, français
- Format : couleur
- Genre : comédie sentimentale
- Durée : 110 minutes
- Dates de sortie :
  - États-Unis : 9 février 2024 (première au Festival international du film de Santa Barbara)
  - Canada : 6 mars 2024 (première montréalaise au Théâtre Maisonneuve de la Place des Arts)[3]
  - Canada : 15 mars 2024 (sortie en salle au Québec)
  - États-Unis : 15 mars 2024 (sortie en salle)
  - Canada : 11 juin 2024 (DVD)[4]
  - Canada : 23 août 2024 (VSD)[4]
- Classification :
  - Québec : Visa général[5]

## Distribution
- Zach Braff (VF : Alexis Tomassian ; VQ : Nicholas Savard-L'Herbier) : Gordon Kinski
- Evelyne Brochu (VF : Laura Préjean ; VQ : elle-même) : Sophie Tremblay
- Vanessa Hudgens (VF : Adeline Chetail ; VQ : Kim Jalabert) : Ruby Collins
- Luc Picard (VF : Martial Le Minoux ; VQ : lui-même) : Alphonse Tremblay, le père de Sophie
- Antoine Olivier Pilon (VF : Théo Frilet ; VQ : lui-même) : Junior Tremblay, le frère de Sophie
- Isabelle Vincent (VQ : elle-même) : Ginette Tremblay, la mère de Sophie
- Muriel Dutil (VF : Marie-Martine) : Mammie Tremblay, la grand-mère de Sophie
- Charlotte Aubin (VQ : elle-même) : Juliette Tremblay, la sœur de Sophie
- William Fichtner (VF : Guy Chapellier ; VQ : Sylvain Hétu) : Peter Kinski, le père de Gordon
- Ed Weeks (en) (VF : Stéphane Pouplard) : Avi Donaldson
- Sylvie Potvin : tante Claudette
- Catherine De Sève : Solange

 Source et légende : version française (VF) sur RS Doublage et carton du doublage français sur Paramount+ ; version québécoise (VQ) sur Doublage Québec.